# Občanská věda
Občanská věda (citizen science) je označení pro vědecký výzkum prováděný zcela nebo částečně amatérskými nebo neprofesionálními vědci.
Jedná se o pojem, který je součástí širšího konceptu otevřené vědy. V roce 2015 Evropská asociace občanské vědy (European Citizen Science Association, ECSA) formulovala Deset principů občanské vědy, které definují a současně kodifikují postupy dobré praxe v občanské vědě. Projekty občanské vědy by měly mimo jiné spojovat profesionální vědce s občany z širší veřejnosti (občanskými vědci) ve smysluplném výzkumu. Z této spolupráce by měly těžit obě strany – vědci z možnosti sbírat data z většího území a s menšími náklady, dobrovolníci pak ze zajímavých aktivit a nových poznatků. Zároveň slouží jako propagace výzkumu a zprostředkovává výsledky i samotnou vědu veřejnosti. To má pozitivní vliv na zájem mladší generace o práci ve vědě a výzkumu.
Byly publikovány různé studie, které zkoumají etiku občanské vědy, včetně otázek, jako je duševní vlastnictví a návrh projektů.
Specifickým typem občanské vědy je propůjčování výpočetního výkonu k vědeckým účelům, např. v projektech jako SETI@home Univerzity v Berkeley a Folding@home Stanfordovy univerzity.

## Deset principů občanské vědy
ECSA – European Citizen Science Association (Evropská asociace občanské vědy) je asociace zastřešující různé organizace orientující se na občanskou vědu. V roce 2015 ESCA vydala „Deset principů občanské vědy“, které vymezují základní pravidla a etické principy, které by měly „správné“ projekty občanské vědy splňovat. Tyto principy přispívají k základnímu pochopení jejich cílů a obsahu:
1. Díky projektům občanské vědy se občané mohou aktivně zapojovat do vědeckého života a přispívat tak k rozvoji poznání a rozšiřování vědomostí. Občané se mohou stát přispěvateli, spolupracovníky i vedoucími projektů a jejich role by měla být významná.
2. Projekty občanské vědy mají skutečný vědecký výstup. Mohou řešit nejrůznější výzkumné otázky či vytvářet podklady pro ochranářské zásahy, managementová rozhodnutí nebo pro politiku životního prostředí.
3. Spolupráce je přínosná jak pro profesionální, tak pro občanské vědce. Mezi přínosy mohou patřit publikace výstupů výzkumu, možnost i dalšího vzdělávání, osobní potěšení či přínosy v mezilidských vztazích. Občanští vědci získávají zadostiučinění, že přispěli k vědeckému bádání, které je často zaměřeno na místní, národní i mezinárodní problémy, a mohou tak nepřímo ovlivňovat i způsoby jejich řešení.
4. Občanští vědci se mohou účastnit více fází vědeckého procesu. To může zahrnovat formulaci výzkumné otázky, návrh metod, shromažďování a vyhodnocování dat i prezentování výsledků.
5. Občanští vědci dostávají zpětnou vazbu; například, jak byla jejich data využita a jaké jsou vědecké, politické a společenské výstupy.
6. Občanská věda je výzkumným přístupem jako kterýkoli jiný, včetně omezení a zkreslení, která je potřeba brát v úvahu a příslušně ošetřit. Na rozdíl od tradičních výzkumných přístupů vytváří občanská věda příležitosti pro větší zapojení veřejnosti a pro demokratizaci vědy.
7. Výzkumná data a metadata občanské vědy jsou veřejně přístupná a (pokud je to možné) výsledky jsou publikovány s otevřeným přístupem. Data jsou sdílena v průběhu projektu nebo po jeho ukončení, pokud tomu nebrání důvody bezpečnostní povahy nebo ochrany soukromí.
8. Zapojení občanských vědců je uvedeno v poděkování jak u výsledků, tak v publikacích.
9. Programy občanské vědy mohou být hodnoceny na základě jejich vědeckých výstupů, kvality dat, zkušenosti účastníků a širšího dopadu na společnost a politiku.
10. Vedoucí projektů občanské vědy dbají na právní a etické aspekty týkající se autorského práva, ochrany práv duševního vlastnictví, smluv o sdílení dat, důvěrnosti dat, uvádění autorství a dopadů aktivit na životní prostředí.[9]

## Význam komunikace v občanské vědě
Projekty občanské vědy ve velké míře využívají online komunikační nástroje, nezapomínají ale také na tradiční masmédia a nástroje přímé komunikace, ačkoliv vzhledem ke specifickému zaměření některých projektů se v mnoha případech organizátoři projektu nemusí s účastníky osobně vůbec setkat. Jako přehledné shrnutí vhodných komunikačních postupů pro občanskou vědu může sloužit "Doporučení pro efektivní komunikaci projektů občanské vědy", které sepsal Mordechai (Muki) Haklay (University of College London):
1. Webové stránky či mobilní aplikace je snadné vybudovat, kromě toho je zde velká šance, že osloví širokou veřejnost.
2. Nové technologie, jako například sociální sítě a webové platformy, mohou projektovým manažerům pomoci zasáhnout širší publikum, podpořit pocit přátelství a komunity mezi účastníky, stimulovat diskusi mezi vědci a dobrovolníky v oblasti formulace výzkumných otázek, zlepšit proud dat a informací a posílit zpětnou vazbu.
3. Tradiční masmédia, jako noviny, televize, rozhlas a prezentace mají také vysoký dosah a potenciál pro rekrutování dobrovolníků a motivování účastníků, včetně sdílení zkušeností.
4. Dobrá komunikační strategie je klíčovým nástrojem pro úspěšnou realizaci projektu občanské vědy a měla by být zpracována na začátku projektu jako základ.
5. Poskytování podporující a posilující zpětné vazby v průběhu celého projektu může odhalit nové příležitosti ke sdílení informačních materiálů, zlepšení průběhu výzkumu a kvality získaných dat, a zvýšit vzdělávací a popularizační potenciál projektu.
6. Osobní setkání poskytují neocenitelnou příležitost ke sdílení společných úspěchů a vyjádření projevu vděčnosti manažerů směrem k účastníkům projektu, podporují sociálního ducha a zábavu v rámci řešení projektu.

## Vybrané české projekty
- Staré mapy – projekt 19 institucí pro zpřesnění umístění starých map pomocí jejich umístění do souřadnicového systému (georeferencování) prováděného dobrovolníky s využitím gamifikace pro zvýšení motivace uživatelů.[10]
- Jednotný program sčítání ptáků (JPSP) – projekt organizuje Česká společnost ornitologická za účelem sledování vývoje početnosti hnízdících druhů ptáků. Program běží bez přerušení od roku 1982.[11]
- Nářečí českých strnadů – projekt České společnosti ornitologické zkoumá dialekty zpěvu strnadů.[12]
- Světelné znečištění – projekt Odborné skupiny pro tmavé nebe při České astronomické společnosti monitoruje jas oblohy.[13]
- Kanárci.cz – projekt Radky Peterové v rámci diplomové práce na Filozofické fakultě Univerzity Karlovy na monitoring znečištění ovzduší oxidem uhelnatým, oxidem siřičitým a oxidy dusíku pomocí svépomocně vyrobeného čidla.[14]
- Projekty Akademie věd ČR – Akademie věd České republiky zastřešuje mnoho projektů občanské vědy, které napomáhají vědcům a vědkyním v dalším výzkumu. Příklady takových projektů jsou například projekty Intersucho (monitoring zemědělského sucha), Fenofáze (pozorování fenologických fází), Výnosy plodin (přehled o výnosech jednotlivých zemědělských plodin), Agrorisk (výstrahy před negativními dopady počasí v zemědělství), SeisLok (pozorování dopadů zemětřesení místními obyvateli na postiženém území) a další.[15]

## Vybrané zahraniční projekty
- UK Ladybird Survey – britský projekt, který si klade za cíl zaznamenávání různých druhů slunéček ve Spojeném království, což má britským výzkumníkům pomoci porozumět tomu, jakými způsoby reagují původní slunéčka na přemnožený druh slunéček východních (hovorově slunéčko harlekýn). UK Ladybird Survey je součástí většího projektu nazvaného UK Beetle Recording kam mohou obyvatelé Velké Británie zaznamenávat informace a fotografie různých druhů brouků.[16]
- Plant Tracker – cílem projektu bylo lokalizovat výskyt řady vysoce prioritních invazních druhů rostlin.[17]
- Great Nature Project – projekt probíhal v letech 2013–2015 a byl sponzorován National Geographic. V průběhu projektu bylo shromážděno více než půl milionu snímků více než 20 000 různých druhů rostlin, zvířat a hub. Na projektu se podílely tisíce lidí z více než 100 zemí.[18]
- Yellowhammer Dialects project – projekt se snaží odpovědět na otázku "Co se stane se zpěvem ptáků během invaze na nové území?". Dobrovolníci z Nového Zélandu a Velké Británie mohou do projektu přispívat nahrávkami strnada obecného, aby mohli odborníci následně vyhodnotit distribuci dialektů těchto ptáků, kteří byli na Nový Zéland cíleně dovezeni v 19. století.[19]
- RockD – projekt, který slouží k zaznamenávání geologických nálezů. Pomocí aplikace si může kdokoliv zaznamenávat své geologické nálezy. Aplikace využívá údaje o poloze majitelů aplikace k poskytování prostorově informovaných návrhů pro blízké geologické jednotky.[20]
- Různé BOINC projekty, jako např. SETI@home.

## Užitečné nástroje
- iNaturalist – celosvětová platforma pro vkládání pozorování živočichů a rostlin, na které je možné postavit vlastní projekt a tuto platformu díky API propojit s libovolným webem. Platforma má vlastní aplikaci pro chytré telefony se systémem Android a iPhone, která je přeložena také do češtiny. Vyvíjí Kalifornská akademie věd a National Geographic Society.[21]
- Epicollect Five – generická aplikace pro chytré telefony pro vytváření aplikací pro sběr dat.[22]
- ODK Collect – generická aplikace pro chytré telefony pro vytváření aplikací pro sběr dat.[23]
- Zooniverse – platforma pro projekty občanské vědy, která umožňuje zapojení dobrovolníků například formou identifikace objektů zachycených na fotografiích.[24]
- Pybossa – framework s otevřeným kódem v jazyce Python, navržený pro potřeby občanské vědy.[25][26]
- SciStarter – portál, který sdružuje vědce z řad občanů z celého světa a umožňuje jim sdílet své projekty a navzájem o nich diskutovat.[27]
- BioLog – aplikace, která slouží jako digitální zápisník pozorování fauny a flóry na území ČR. Zapisovat je možné živočichy, rostliny a houby vyskytující se ve střední Evropě. Umožňuje lokalizovat a popsat pozorování druhů přímo v terénu, přidat fotografii a uložit je do mobilního zařízení.[28]
- eu-citizen.science – online platforma pro sdílení znalostí, nástrojů a zdrojů pro občanskou vědu. Vizí platformy je sloužit jako centrum znalostí, napomáhající mainstreamingu občanské vědy.[29]

## Shrnutí
Existuje mnoho přístupů a definic občanské vědy, které ovšem mají několik společných znaků:
1. využití dobrovolníků, kteří nejsou ve většině případů placeni,
2. povaha spolupráce spočívá ve sběru nebo analýze dat,
3. spolupráce je pro dobrovolníky koníčkem,
4. jasně definovaná metodologie a
5. projekty otevřené vědy jsou využívány pro vědecké výzkumy.

Občanská věda je velmi mladý a neustále se rozvíjející společenský trend, která využívá dobrovolníků, kteří se projektům většinou věnují ze svého vlastního zájmu. Vyžaduje menší rozpočty než otevřená věda a také méně stálých zaměstnanců. Dobrovolníci nejsou placeni a generují stejně kvalitní data, jako profesionálové, díky počátečnímu vzdělávání o sběru dat. Problematickým faktorem občanské vědy je ovšem relevance a spolehlivost dat. Občanská věda je vhodnější pro výzkumy, u kterých je nutno sbírat data na velké geografické ploše.